# دوري سلوفينيا لكرة القدم 1992–93
دوري سلوفينيا لكرة القدم 1992–93 (بالإيطالية: Prva slovenska nogometna liga 1992-1993)‏ هو الموسم 2 من  دوري سلوفينيا لكرة القدم. أقيم خلال الفترة 16 أغسطس 1992 وحتى 9 يونيو 1993، والذي يشرف على تنظيمه اتحاد سلوفينيا لكرة القدم، وكان عدد الأندية المشاركة فيه  18، وفاز فيه نادي ليوبليانا الأولمبي لكرة القدم ‏.